# Onthophagus magnini
Onthophagus magnini är en skalbaggsart som beskrevs av Renaud Maurice Adrien Paulian 1933. Onthophagus magnini ingår i släktet Onthophagus och familjen bladhorningar. Inga underarter finns listade i Catalogue of Life.